# 布氏捲管螺
布氏捲管螺（学名：Elaeocyma brycei）为捲管螺科粗切嘴螺屬下的一个种。